# Leszek Stępniewski
Leszek Stępniewski (ur. 22 kwietnia 1962 w Skierniewicach) – polski kolarz torowy i szosowy, srebrny medalista torowych mistrzostw świata.

## Kariera
Największy sukces w karierze Leszek Stępniewski osiągnął w 1985 roku, kiedy wspólnie z Andrzejem Sikorskim, Ryszardem Dawidowiczem, Marianem Turowskim wywalczył srebrny medal w drużynowym wyścigu na dochodzenie podczas mistrzostw świata w Bassano. Startował także w wyścigach szosowych, jego największym sukcesem było zwycięstwo w jednym z etapów Wyścigu Pokoju w 1986 roku. Stępniewski nigdy nie brał udziału w igrzyskach olimpijskich.